# 萨尔 (魔兽)
索爾（英文：Thrall），為美國暴雪娛樂公司發行的魔獸系列遊戲故事中的主角之一，是霜狼氏族族长杜洛坦之子，领导兽族恢复巫覡宗敎（如萨满教）传统和民族荣耀的先知，部落的领袖(Warchief)，其成長背景艱苦的奮鬥故事獲得玩家的共鳴，正義的形像也讓他相當受大廣大玩家的歡迎。
Thrall这个名字是抚养他长大的人类所起，意为奴隶。兽人父母给他起的名字叫做“Go'el”。在希伯莱语中，这个名字意味着“血脉的救世主”。

## 早年生活
萨尔的父亲杜洛坦是霜狼氏族的首领。杜洛坦反对暗影议会对兽族的邪恶统治，结果全家遭到暗杀。只有幼小的萨尔被遗弃在了奥特兰克山脉的冰天雪地之中。杜洛坦死后，老巫覡（萨满）德雷克塔尔继续领导霜狼氏族。
敦霍尔德城堡的领主埃德拉斯·布莱克摩尔发现了他，并计划将这个兽人小孩儿培养成兼具兽人蛮力和人类智慧的角斗士，并给他取名为萨尔。年幼的萨尔先接受了人类的基础教育，又学习了战斗的技巧和统军的兵法。期间，布莱克摩尔经常虐待萨尔。在这个城堡中，有一位叫做塔蕾莎·福克斯顿的女孩视萨尔为自己的弟弟。
在城堡外的世界中，兽族的军队逐渐被人类联盟击败，大量兽人沦为人类的奴隶。而萨尔也更渴望了解自己的身世，为自己的族群抗争。在塔蕾莎的帮助下，他逃出了敦霍尔德城堡；而塔蕾莎因此被布莱克摩尔杀害。最终萨尔回到了霜狼氏族，老巫覡/萨满德雷克塔尔告诉了萨尔他的身世，并传授他几乎失传的古老巫覡宗敎（如萨满教）巫术，而且将氏族的领导权“归还”给了年轻的萨尔。在这段时期内，他结识了战歌氏族族长葛羅瑪許·地獄吼和曾被人类联盟俘虏但得以逃脱的兽族领袖奥格林·末日锤。
在奥格林的领导下，霜狼氏族和战歌氏族的联军解放了所有的兽人集中营，包括敦霍尔德城堡。在此期间奥格林不幸阵亡，萨尔继任了兽族领袖的位置。
在《魔兽世界》中有一个地下城——逃离敦霍尔德——任务就是从敦霍尔德城堡营救萨尔，不过剧情做出了一些调整。

## 远征卡利姆多
一天深夜，守护者麦迪文化身乌鸦进入索尔的梦境，警告他带领兽族向西跨越大洋到卡利姆多大陆寻找他们的命运。实际上这是为抵抗燃烧军团的进攻做准备，但是麦迪文此时并没有说明。在索尔的领导下，霜狼氏族和战歌氏族集结到一起，偷走人类的船开始了远航。
在大海上航行了数天之中，海浪和风暴不断的侵袭着兽族的船队。在最后一次的大风暴的袭击中，他们那已经破烂不堪的船只终于崩溃了，兽人们也被冲到一个未知的海岸上。在这个火山岛上，索尔收留了失去族长的暗矛氏族的巨魔。修理好船只后，兽族终于来到了卡利姆多大陆。在这里，索尔从半人马的围攻中解救了凯恩·血蹄领导下的血蹄氏族牛头人，并护送他们迁徙到莫高雷。在并肩作战中，凯恩和索尔结下了深厚的友谊。现在，兽族、牛头人和巨魔团结到一起，形成了一支强大的部落。
燃烧军团的前锋玛诺洛斯也来到了卡林多的森林，用自己的恶魔之血污染了水源，使战歌氏族又变成了嗜血战士。在和暗夜精灵的冲突中，葛罗玛许·地狱咆哮杀死了半神塞纳留斯。
凯恩建议索尔到石爪山寻找传说中的圣谕，也许可以指引兽族的命运。在圣谕的神殿中，索尔第一次遇到了吉安娜·普罗德摩尔。在麦迪文的调停下，为了抵抗燃烧军团，兽族和人类合兵一处。法师安娜帮助索尔治愈了狂暴的葛罗姆，但之后葛罗玛许与恶魔玛诺洛斯同归于尽。索尔评价，葛罗玛许的牺牲拯救了整个兽族。

## 海加尔山之战
在麦迪文的指引下，萨尔和吉安娜都认识到他们必须求同存异，并肩作战。当然，还有玛法里奥·怒风和泰兰德领导的暗夜精灵们。在共同的目的之下，为了保卫世界之树诺达希尔，艾泽拉斯的三大种族联合起来，同心协力地防守世界之树。在整个自然界的祝福下，玛法里奥成功地召唤出了诺达希尔的最终能量，彻底地击败了阿克蒙德，挫败了燃烧军团染指永恒之井的计划。但是海加尔之战也动摇了卡利姆多大陆的根基。由于无法从永恒之井获取能量，燃烧军团的军队也在艾泽拉斯联军的攻击下溃败了。

## 卡林多危機
海加尔之战后，进入了“冰封王座”时期。
战后，萨尔带领兽人和巨魔定居在卡利姆多东岸的一片红色的土地上。以其父之名命名此地为杜隆塔尔，并修建了一座巨大的城市，以末日锤之名命名为奥格瑞玛。牛头人定居在了莫高雷的雷霆崖上，远离了半人马的骚扰。一般可以在奥格瑞玛的智慧谷找到萨尔，巨魔的首领沃金就在他附近。吉安娜带领着人类在杜隆塔尔南方的一个半岛建立了要塞港口塞拉摩。人类和兽人部落暂修和平，塞拉摩和奥格瑞玛都得到了休养生息。
可是和平的時間並不長,羅達隆海軍上將,同時也是珍娜的父親---戴林·普勞德摩爾,在東部王國土地抵抗天譴軍團,後來撤退也來到卡林多,馬上準備對獸人展開猛烈攻擊。即是是珍娜的父親,索爾逼不得已,也準備展開反擊,珍娜也反對父親這樣做,暗中幫助索爾。後來結識蒙克納薩爾英雄雷克薩,有了他的幫助,聚集卡林多各個部族:食人妖、牛頭人及食人魔打敗戴林·普勞德摩爾,使得卡林多大陸再次和平。
在卡林多大陆，還有玛维和伊利丹在艾萨拉的战斗。“冰封王座”的主要战斗都发生在洛丹伦、外域和北裂境,而卡林多危機屬於額外戰役。

## 重返德拉诺
黑暗之门打开之后，燃烧的远征开始。
在兽人最初的故乡——德拉诺的纳格兰高地——有这样一派自称为“玛格汉”的兽人，他们还没有遭受恶魔的污染。这些由多氏族组成的兽人不愿加入玛瑟里顿的恶魔兽人军团，也完全不受基尔加丹的影响。听到这个消息之后，萨尔立即决定重返外域，并和玛格汉建立联系。另外一方面，萨尔的谋臣建议他在离开奥格瑞玛前先做好准备，以备艾泽拉斯世界随时可能遭受的攻击。
在外域，萨尔见到了祖母盖亚，也告诉了格罗姆·地狱咆哮的儿子——卡爾洛斯——他父亲的伟大牺牲才换来了血之诅咒的终结。在这次相聚期间，祖母盖亚揭示了萨尔的出生时的名字：Go'el，杜洛坦之子，霜狼氏族的合法继承人。

## 之後
在資料片《巫妖王之怒》中，萨尔依然是部落的大酋長，但隨著故事進行，他與卡爾洛斯‧地獄吼的關係因為行事作風的不同而產生嫌隙，一些經歷過大戰的獸人們也不認同萨尔的溫和漸進。巫妖王阿薩斯在北裂境甦醒後，萨尔只是派遣偵察隊的表現，使得卡爾洛斯憤而提出挑戰，但兩人的戰鬥卻因巫妖王爪牙的介入而被中斷。
而4.0資料片《浩劫與重生》裡，萨尔為平復因死亡之翼再現而災變的大自然，回到納葛蘭重習薩滿之道，因而將部落大酋長的位置和葛羅玛许·地獄吼的傳奇兵器——血吼——交給卡爾洛斯‧地獄吼，這項決定令許多部落成員感到錯愕和不解，包括索爾的老戰友——凱恩‧血蹄及沃金——在內。
目前萨尔位於艾澤拉斯世界地圖中央的大漩渦前，也可以在部落新種族——哥布林——的故事劇情中見到他。
資料片《圍城奧格瑪》中，與聯盟、貓熊人、部落的領袖及冒險者組成的反抗軍聯合進攻奧格瑪，正式擊潰卡爾洛斯，並任命食人妖領袖沃金成為新任部落代表者。

## 萨尔和吉安娜
人类和兽族的军队联合赢得了海加尔战役之后，吉安娜·普罗德摩尔和萨尔这两位领导人也变成了朋友。萨尔强烈的感到，自己从吉安娜身上看到了塔蕾莎·福克斯顿的影子；而吉安娜也说不清为何对萨尔如此信任。在杜隆塔尔之战中，吉安娜失去了自己的父亲，而萨尔也损失了很多战士，但这次冲突并没有影响他们的关系。他们仍然视彼此为盟友。
诺莫瑞根的白色穿孔卡片记录了一些线索。解码之后，这些穿孔编码表示：“萨尔和吉安娜坐在一棵树上，接~吻~”。

## 相关艺术作品

### 电脑游戏
- 《氏族之王》，原定于1998年左右推出的以萨尔为主角的2D冒险游戏。暴雪公司在98年E3大展前夕宣布：无限期终止开发《氏族之王》。至于夭折的原因，暴雪解释为：不愿意推出一个不尽如人意的作品。
- 《魔兽争霸III·混乱之治》，暴雪在2002年推出的RTS游戏，萨尔是主线人物之一。
- 《魔兽世界》，暴雪公司在2004年推出的一款网络游戏。萨尔是部落阵营的领袖之一。

### 书籍
- 《氏族之王》
- 《仇恨之环》

## 语录
- 格罗姆临终前与萨尔的对话：

Grom: "Thrall... the blood haze has lifted... the demon's fire has burnt out in my veins....I...have...freed...myself..."
Thrall: "No, old friend...you've freed us all."